# ذنبات (الريدة)
'

تعديل مصدري - تعديل

ذنبات هي إحدى قرى عزلة الريدة وقصيعر بمديرية الريدة وقصيعر التابعة لمحافظة حضرموت، بلغ تعداد سكانها 581 نسمة حسب تعداد اليمن لعام 2004.